# Klingonština

Qapla' je výraz v klingonštině pro úspěch. Zde zobrazen v typickém klingonském písmu

Klingonština (klingonsky , v latince tlhIngan Hol) je umělý jazyk z fikčního světa Star Treku, který je mateřským jazykem mimozemského druhu Klingonů. Pro film Star Trek III: Pátrání po Spockovi jej vytvořil v roce 1984 lingvista Marc Okrand, a to na základě několika zvuků a slov, jež vymysleli herec James Doohan a producent Jon Povill pro dřívější snímek Star Trek: Film (1979). Okrand následně v roce 1985 vydal publikaci Klingonský slovník (v anglickém originále The Klingon Dictionary, rozšířené vydání 1992, česky 2008), která kromě vlastního slovníku obsahuje také popis výslovnosti a gramatiky klingonštiny.
Postupně vyšla v klingonštině i některá významná světová díla, například Epos o Gilgamešovi či Hamlet. Určitá část fanoušků Star Treku umí klingonsky. Například protagonisté amerického seriálu Teorie velkého třesku jsou velkými fanoušky Star Treku, často na tento jazyk odkazují a dokonce v něm hrají některé hry.
Ve Star Treku se sice klingonština zapisuje vlastním písmem zvaným pIqaD, avšak při praktickém použití se přepisuje latinkou. Rozlišuje se výslovnost malých i velkých písmen, jazyk obsahuje i apostrofy a četné spřežky.

## Výslovnost
Foneticky vychází z angličtiny a jejího hláskosloví.
Souhlásky
- b – vyslovuje se jako normální české [b]
- ch – vyslovuje se jako [č]
- D – podobné klasickému „d“, ale vytváří se jinak – místo toho, aby byla špička těsně u zubů, jak je tomu u obyčejného „d“, se nachází přibližně v místech před začátkem měkkého patra
- gh – jazyk je v pozici jako při „g“, ale místo něj se vysloví zároveň „g“ a „h“ – výsledkem je [gh], kde se „h“ téměř ztrácí – je velmi nevýrazné
- H – vyslovuje se jako [ch]
- j – vyslovuje se jako [dž]
- l – vyslovuje se jako [l]
- m – vyslovuje se jako [m]
- ng – vyslovuje se jako [ŋ], příkladem může být například anglické slovo „furlong“ – „g“ se vyslovuje jen velmi slabě, nosově
- p – vyslovuje se jako [p], které je zároveň doprovázeno malým „pufnutím“
- q – vyslovuje se jako české [k] – podobně jako v předchozím případě je doprovázeno malým „pufnutím“, takže to vypadá jako zakašlání
- Q – stejná pozice jazyka jako u klingonského „q“, ale vyslovuje se mnohem razantněji a spíš jako [kh] nebo [kch]
- r – vyslovuje se jako normální české [r]
- S – jazyk je v pozici jako při klingonském „D“, ale místo něj se vysloví [s] – výsledkem je zvuk připomínající něco mezi [s] a českým [š]
- t – vyslovuje se jako [t], ale je podobně jako u „p“, doprovázeno malým pufnutím, takže to zní spíše jako [tch]
- tlh – jazyk umístěte jako u „t“, ale roztáhněte tváře a vyslovte [t]. Výsledný zvuk zní spíš jako [tchl]
- v – zhruba jako české [v]
- w – něco mezi [v] (v anglickém slově „worrywart“) a [u] (v anglickém slově „cow“)
- y – vyslovuje se jako něco mezi [ij] a [j]
- ‘ – mezi dvěma souhláskami tvoří malou pomlčku, na konci slova za samohláskou způsobí tiché zopakování její ozvěny

Samohlásky
- a – vyslovuje se jako české [a] popřípadě [á]
- e – vyslovuje se jako české [e] popřípadě [é]
- i – vyslovuje se jako české [i] za některých okolností jako [í]
- o – něco mezi [eu] a [ou]I
- u – vyslovuje se jako české [ú]

POZOR!
- aw = [au]
- ay = [ai]/[aj]
- ey = [ei]/[ej]
- iy = [í]
- oy = [oi]/[oj]
- uy = zhruba [úi]
- ew = zhruba [eú]
- iw = zhruba [iu]

## Příklady

### Číslovky
| Klingonsky | Česky |
| wa'        | jeden |
| cha'       | dva   |
| wej        | tři   |
| loS        | čtyři |
| vagh       | pět   |
| jav        | šest  |
| Soch       | sedm  |
| chorgh     | osm   |
| Hut        | devět |
| wa'maH     | deset |